# حبل ملفوف

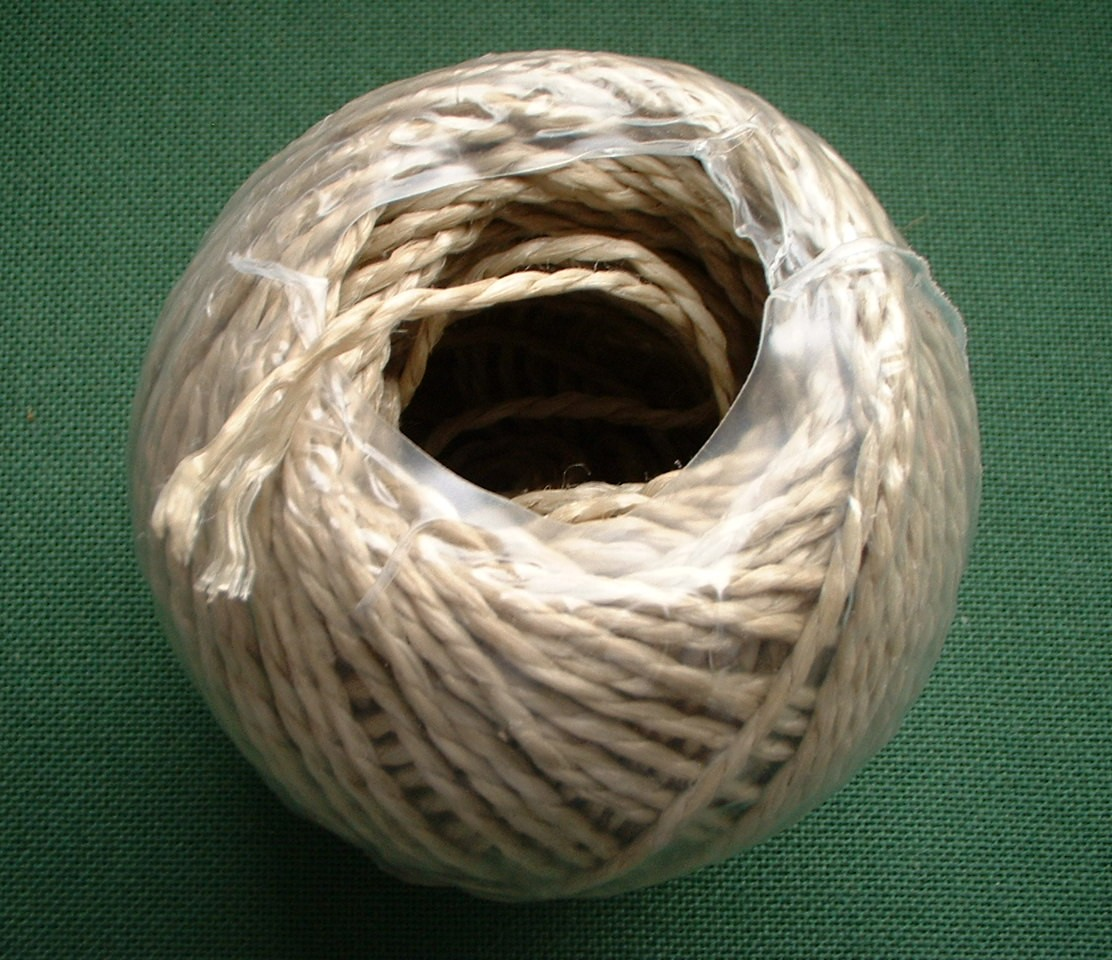
كــُـبة واحدة من حبل ملفوف خشن، مصنوعة من ألياف حبلية

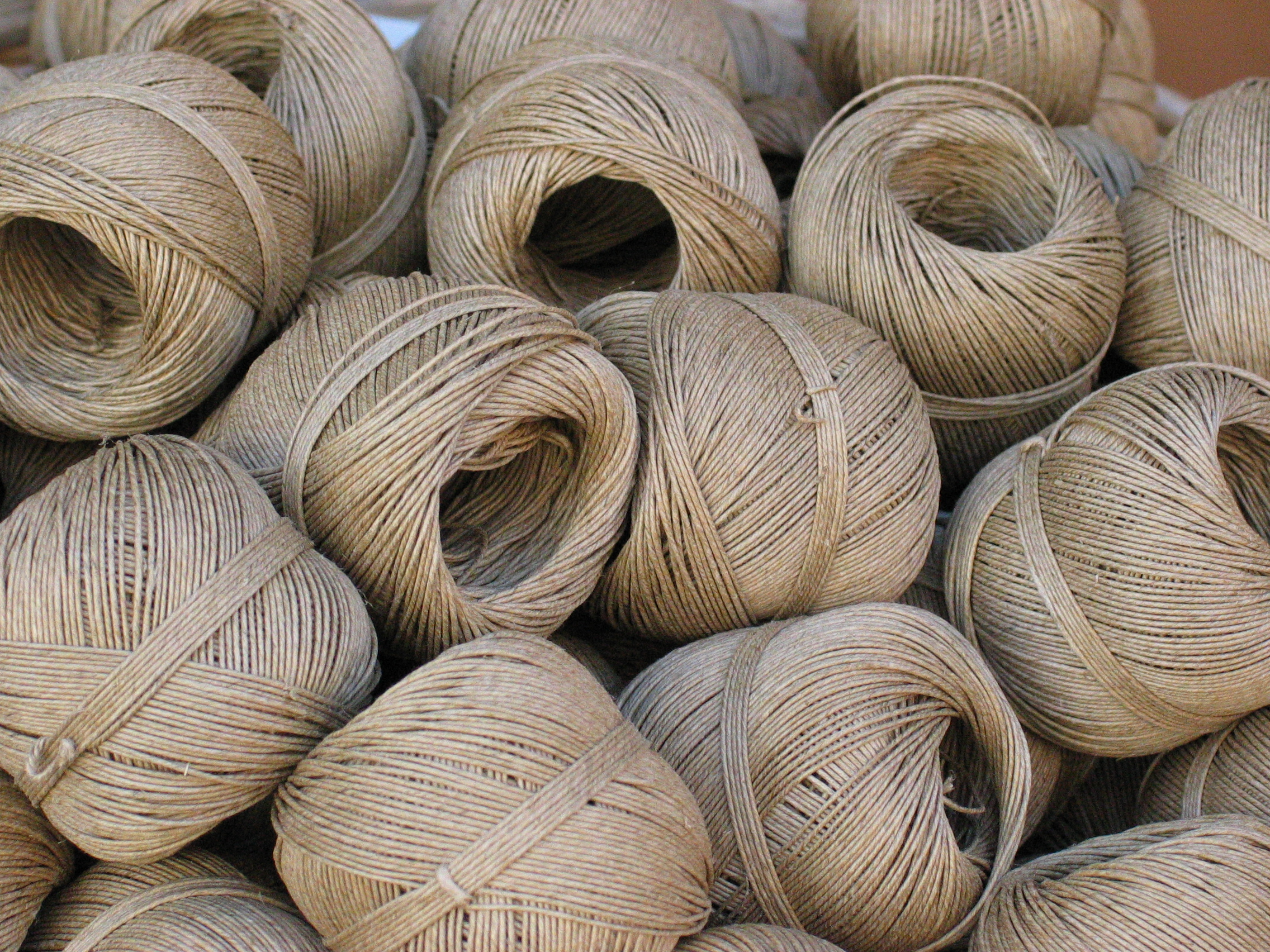
كــُـبب حبال ملفوفة، مصنوعة من ألياف خيط ناعم

الحبل الملفوف أو الدبارة هو خيط أو حبل قوي مكون من ليفين أو أكثر من الخيوط أو الحبال المفتولة أو المضفورة.
تستخدم الكثير من الألياف الطبيعية لصناعة الحبل الملفوف مثل القطن، الجوت، القنب، بالإضافة إلى العديد من الألياف الصناعية.